# Rhodacarus mandibularis
Rhodacarus mandibularis är en spindeldjursart som beskrevs av Berlese 1920. Rhodacarus mandibularis ingår i släktet Rhodacarus och familjen Rhodacaridae. Inga underarter finns listade i Catalogue of Life.